# Bakterielles Wachstum
Als bakterielles Wachstum bezeichnet man die Vermehrung von Bakterien durch Zellteilung, verbunden mit einer Zunahme der Masse. Die Geschwindigkeit des Wachstums wird bestimmt durch die Anzahl der Teilungen pro Zeitspanne, die Zellteilungsrate.

## Ablauf
Die Zellteilung ist gewöhnlich äqual, d. h. die beiden Tochterzellen gleichen einander. Daneben kommt eine inäquale Teilung vor, bei der die Tochterzellen verschieden gestaltet sind, so bei den Caulobacteraceae. Eine weitere Variante ist die Knospung, bei der als Dauerstadium Exosporen gebildet werden können. Zwischen aufeinanderfolgenden Teilungen wird der Zellinhalt und das Zellwand-Material verdoppelt.

## Bakterienkultivierung im Labor
Die Kultivierung von Bakterien findet im Labor für gewöhnlich in flüssigen Nährmedien oder auf gelierten Nährböden, zum Beispiel auf der Grundlage eines Agar-Gels statt. Nur relativ wenige Bakterienspezies können auf diese Weise im Labor kultiviert werden, viele Spezies brauchen deutlich komplexere Lebensbedingungen und außerdem die Interaktion mit einer bis zahlreichen anderen Lebewesen, um sich zu vermehren.

## Phasen des Wachstums in statischen Kulturen

Ideale Wachstumskurve einer statischen Bakterienkultur

Das Wachstum von Bakterien in einer statischen Kultur (Batch-Kultur) kann in vier Phasen eingeteilt werden: Anlaufphase (lag), exponentielle Phase (log), stationäre Phase, Absterbephase.

### Latenzphase (lag)
In der Anlaufphase, auch als Latenzphase (oder englisch lag phase) bezeichnet, erfolgt die Analyse der im Nährmedium zur Verfügung stehenden Stoffe durch Rezeptoren in der Zellmembran der Bakterien. In Abhängigkeit hiervon wird die Expression von Genen angeschaltet, die für Enzyme kodieren, die den Abbau der im Nährmedium befindlichen Stoffe möglich machen. Dies nimmt eine gewisse Zeit in Anspruch, die sich je nach Bakterienspezies und Zusammensetzung des Nährmediums unterscheiden kann. Der Abbau der Nährstoffe bildet die Grundlage für Zellwachstum und -teilung. Weiterhin werden in vielen Fällen durch den Stoffwechsel die Eigenschaften des Kulturmediums für das Zellwachstum und die Zellteilung verbessert, beispielsweise durch Erniedrigung des Redoxpotentials.

### Exponentielle Phase
| Anzahl der Teilungen | Anzahl der Bakterien | Zeit       |
| -------------------- | -------------------- | ---------- |
| 0                    | 1                    | 0          |
| 1                    | 2                    | 20 min     |
| 2                    | 4                    | 40 min     |
| 3                    | 8                    | 60 min     |
| 4                    | 16                   | 80 min     |
| 5                    | 32                   | 100 min    |
| 6                    | 64                   | 120 min    |
| 7                    | 128                  | 140 min    |
| (...)                | (...)                | (...)      |
| 18                   | 262.144              | 6 h        |
| (...)                | (...)                | (...)      |
| 36                   | 6,87×1010            | 12 h       |
| (...)                | (...)                | (...)      |
| 72                   | 4,72×1021            | 24 h       |
| n                    | 2n                   | n x 20 min |

Nach Anpassung des Stoffwechsels und unter Umständen auch des Mediums geht die Bakterienkultur in ein exponentielles Wachstum über. Die Generationszeit bleibt hier über mehrere Zellteilungszyklen gleich. Das menschliche Darmbakterium Escherichia coli hat unter Idealbedingungen in Laborkulturen eine Generationszeit von etwa 20 Minuten: Aus dem Beispiel in nebenstehender Tabelle ist ersichtlich, dass die Anzahl der Bakterienzellen (beginnend bei 1) sich alle 20 Minuten verdoppelt.
Im Laborjargon bezeichnet man diese Phase fälschlicherweise als logarithmische-Phase oder log-Phase.

### Stationäre Phase
Nähert sich das System den Kapazitätsgrenzen des zur Verfügung stehenden Raums und der Nährstoffe, nimmt die Anzahl der im Medium befindlichen Bakterienzellen nicht mehr zu. Ein dynamisches Gleichgewicht stellt sich ein, in dem die Zahl der absterbenden und durch Zellteilung hinzukommenden Bakterien sich die Waage halten.
Diese Phase wird mitunter Idiophase genannt und mag in der Biotechnologie von Relevanz sein, da es oft zu einer verstärkten Synthese von Sekundärmetaboliten kommt.

### Absterbephase
Wenn die Nährstoffe im Medium praktisch aufgebraucht sind und der Toleranzwert der Populationsdichte der jeweiligen Bakterienspezies erreicht ist, setzt die Absterbephase ein. Die Bakterienzellen verhungern oder sterben an Ausscheidungsprodukten des eigenen Stoffwechsels, die in dieser Phase in hoher Konzentration vorliegen. Weiterhin scheiden Bakterien Toxine aus, wodurch die Konkurrenz um Nährstoffe durch Vertreter der eigenen oder anderer Spezies verringert wird. Die Konzentration auch dieser Giftstoffe steigt mit zunehmender Populationsdichte.

## Unterdrückung des Bakterienwachstums
Um das Bakterienwachstum zu verlangsamen oder zu stoppen, werden verschiedene Maßnahmen angewendet. Das spielt unter anderem bei der Lebensmittelkonservierung eine Rolle. In der Medizin können Antibiotika verwendet werden, die häufig wichtige Funktionen des bakteriellen Anabolismus unterdrücken.